# Vila Pavão
Vila Pavão is een gemeente in de Braziliaanse deelstaat Espírito Santo. De gemeente telt 9.126 inwoners (schatting 2009).
De gemeente grenst aan Ecoporanga, Barra de São Francisco en Nova Venécia.